# Château de Châtigny
Pour les articles homonymes, voir Chatigny.
Le château de Châtigny est situé à Fondettes en Indre-et-Loire, au flanc d'un coteau surplombant la vallée de la Loire.
Il fait l’objet d’un classement au titre des monuments historiques depuis 2006.

## Localisation et situation
| - OpenStreetMap Localisation du château de Châtigny. |

Le château de Châtigny est localisé dans la partie sud-ouest de la commune de Fondettes, ville située au sein de l'arrondissement de Tours, département d'Indre-et-Loire, en région Centre-Val de Loire.
Le domaine du château est borné par la rue de Châtigny, à l'est et nord-est ; par la celle des Roulets dans ses marges ouest et nord-ouest ; et enfin longé par la RD 76 — rue de Gannay —, au niveau de sa partie méridionale.

## Histoire

### Lavillagallo-romaine

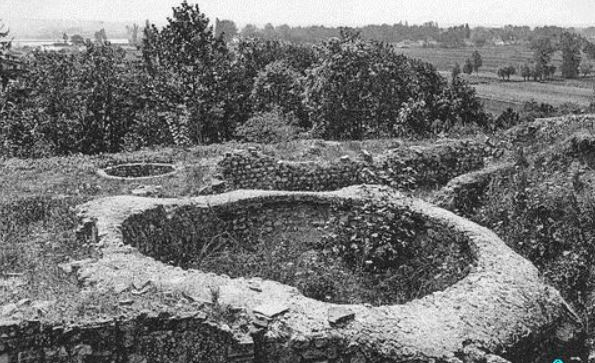
Vestiges gallo-romain du site de Châtigny.

Le château de Châtigny a été édifié en 1487 sur les restes d'une villa gallo-romaine qui constituent encore aujourd'hui les fondations du château côté sud sur plus de 4 mètres de hauteur,.
Ces vestiges d'époque antique tardive ont été mis en évidence à la fin du XIXe siècle (dans les années 1890) par l'archéologue Charles de Beaumont,,.
La villa proprement dite, de forme carrée, longue de 33 sur 33 mètres de large, et dont l'ensemble est orienté vers les rives ligériennes, dispose d'un total de 4 pièces. Son sol est constitué est en grande partie recouvert de mosaïques à figures géométriques alternées par des motifs en forme de végétaux et de poissons, le tout complété par des carrés confectionnés au moyen d'une pâte de verre,. Les structures maçonnées de la première salle, fouillée en 1890, sont partiellement ornées de décorations polychromes,. Ces éléments ornementaux sont fabriqués au moyen de blocs et de plaques de plusieurs types de marbre : l'un de couleur blanche ; l'autre provenant de carrières de Sarrancolin, dans les Hautes-Pyrénées ; une sorte de porphyre à coloris vert et rouge constituant le troisième type,. Les murs de la seconde pièce, également décorés, sont recouverts d'une sorte de mortier de couleur gris-bleu nuancée de jaune et qui imite le marbre,. Une plinthe veinée de lignes rouges et bleues orientées à l'horizontal, viennent complété ces décors muraux,.
Les ruines d'autres bâtiments gallo-romains sont visibles à l'ouest de la cour avec les restes d'une piscine intérieure, d'une bassin extérieur de forme octogonale, d'un hypocauste, et de sols en mosaïque qui ont été confiés au musée archéologique de Touraine. La qualité des mosaïques prouvée par provenance lointaine des pierres (Asie, Italie et Pyrénées), la qualité des dessins et l'importance des installations techniques est la preuve de l'atteinte d'un niveau de confort (piscines, chauffage central...) et de richesse extrêmement élevé au cours du IIIe siècle. Devant l'importance de ces installations, certains auteurs ont émis l'hypothèse de la présence de bains publics dans la mesure où cette villa était placée en bordure de la voie romaine reliant Tours à Saumur. L'ensemble de ces structures et de ces pièces archéologiques ont été retrouvées sur un site appartenant au territoire des Turones.
Postérieurement, le site de Châtigny fait l'objet de mentions au cours du IXe et début du Xe siècle — en 862, 920 et 922 — sous la forme latine de Catiniacus, puis de Casatanetus en 938,.

### Construction et premiers propriétaires du château
Le château a été probablement construit vers la fin du XVe siècle, en 1487. Néanmoins, en raison de certaines de ses éléments architecturaux, quelques auteurs, tels que l'historienne Annie Cosperec, estiment qu'il aurait été édifié vers le début du XVIe siècle.
À l'époque de son élévation, l'édifice tourangeau et son domaine font partie d'un fief, attesté sous le nom de Castaniacus dès la fin du IXe  et au début du  Xe siècle par plusieurs actes royaux (ou lettres patentes) et cartulaires,,,. Au cours du XVe siècle, l'ancienne tenure de Châtigny dépend de la seigneurie de Maillé-Martigny,.
D'abord conçu comme un bastion défensif, le château domine le coteau nord de la Loire en amont de la forteresse de Luynes. Il a été la propriété successive de plusieurs maires de Tours aux XVe et XVIe siècles, dont Jacques de Beaune en 1516.

### Époques moderne et contemporaine
Laissé à l'abandon au XVIIIe siècle, il faillit être rasé tellement son état de délabrement était avancé. Restauré entièrement en 1855 par le duc d’Ulceda et d’Escalona, le château prend une nouvelle allure avec le percement en façade de fenêtres remplaçant les ouvertures défensives d'origine, et la construction de nouveaux communs. Il a depuis lors une vocation de résidence privée à l'exception de quelques années pendant la Seconde Guerre mondiale pendant lesquelles il a accueilli une maison de repos.

### Mise en valeur du site
Les ruines romaines, le parc et les abords du château sont ouverts à la visite 40 jours par an en juillet, août, septembre.

## Architecture et description
Le château est muni de deux ailes placées en retour d'équerre formant ainsi chacune un angle droit avec le corps principal. Une tour, de forme circulaire, vient protéger chacune de ces ailes antérieures.

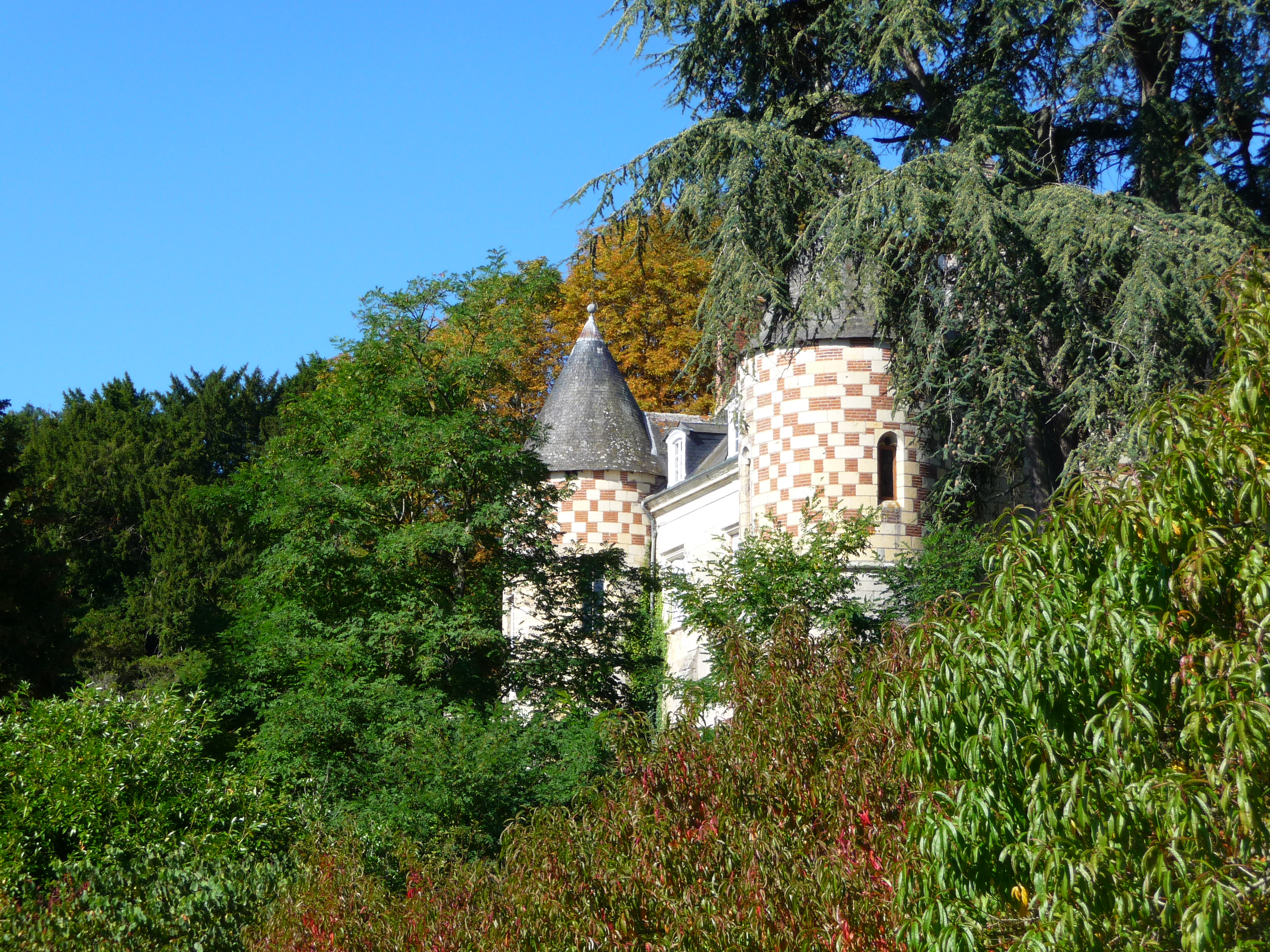
Les tours « à damier » du château.

Une grande part de l'édifice présente un parement appareillé en « damier », c'est-à-dire alternant des surfaces quadrangulaires de pierre ou de briques de deux couleurs différentes, ou bichromes, un type de maçonnerie caractéristique de la Normandie mais qui s'est fort peu diffusé plus au sud. Outre Châtigny, le château de Velors à Beaumont-en-Véron et celui de Jallanges sont les seules occurrences recensées de ce genre d'appareillage dans la région tourangelle.

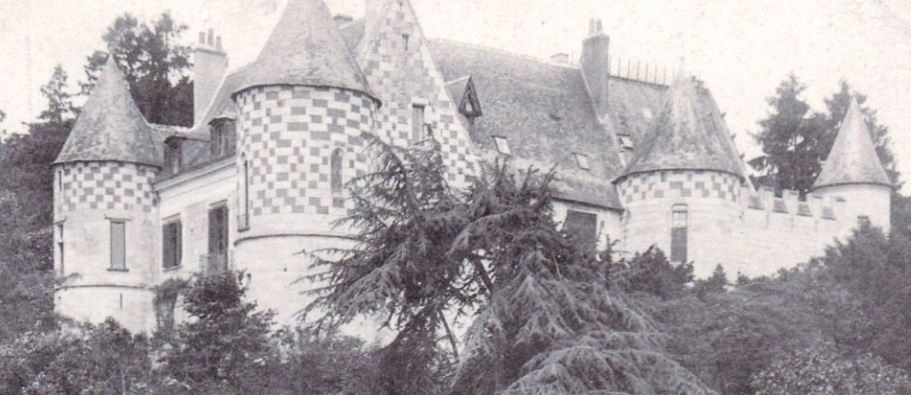
Vue panoramique du Château et de son domaine.

Une courtine, dont une partie a été détruite au tournant du XVIIIe et du XIXe siècle, vient rallonger l'aile orientale et clôture le côté septentrionale de la cour. Ce rempart, dont les murs sont à certains endroits plus larges qu'à d'autres, est aménagé d'un accès fortifié et dépourvu de seuil. Un pont-levis, qui n'existe plus, permettait de franchir le fossé d'enceinte et de pénétrer dans la place forte.
La cour et les structures du château sont entourées par des jardins et un parc paysager. Ce dernier se développe au nord et à l'est de la forteresse.